# Улица Баложу (Рига)
Улица Ба́ложу (латыш. Baložu iela — в переводе «Голубиная») — улица в Земгальском предместье и Курземском районе города Риги, в историческом районе Агенскалнс. Начинается от перекрёстка с улицей Слокас, пролегает в северо-западном направлении до перекрёстка с улицей Агенскална.
Общая длина улицы Баложу составляет 754 метра, на всём протяжении асфальтирована. На участке от улицы Капселю до улицы Кристапа движение одностороннее (в сторону ул. Кристапа), на этом же участке проходят маршруты троллейбуса № 5, 9, 12 и 25. При этом сквозного проезда по ул. Баложу через перекрёсток с ул. Калнциема нет; при движении со стороны ул. Капселю весь транспорт поворачивает на ул. Калнциема в сторону центра, а на участке от ул. Калнциема до ул. Кристапа осуществляется движение в направлении из центра. На остальных участках улицы Баложу разрешено движение в обоих направлениях.

## История
Улица Баложу исторически представляла собой две разные улицы, разделённые улицей Калнциема. Северный участок, имевший название Булленгофская улица (нем. Bullenhöfsche Strasse, латыш. Buļļu muižas iela), впервые упоминается под 1700-1701 годом. Это была совсем короткая улица, доходившая примерно до нынешней улицы Кристапа — дальше был лес.
Южный участок, собственно улица Баложу (нем. Taubenstrasse, рус. Голубиная улица), впервые упоминается в 1846 году. В то время эта улица проходила от улицы Калнциема до Большой Лагерной улицы (ныне Нометню). В 1885 году Булленгофская улица была присоединена к улице Баложу, после чего название улицы больше не изменялось. В 1897 году улица была продлена в северном направлении до нынешней улицы Агенскална.
В 1930 году южный участок улицы Баложу, от ул. Нометню до ул. Васарас, был отнесён к продлеваемой улице Слокас; таким образом, улица Баложу приобрела свои нынешние границы.

## Примечательные здания
- Дом № 10 — жилой дом (1901), памятник архитектуры[6]. С 1953 года здесь проживал композитор Маргерис Зариньш.
- Дом № 14 — изначально жилое, ныне административное здание (1910, архитекторы В. Р. Реслер и Рене Хершелманис), памятник архитектуры[7]. В 1920-е годы, после возвращения из эмиграции, в этом доме некоторое время проживали Райнис и Аспазия[5].
- В доме № 17 в первой половине 1930-х годов жил скульптор Константин Рончевский.
- Дом № 20a — жилой дом (1924, архитектор Э. Лаубе), памятник архитектуры[8].
- В доме № 22 провёл последние дни своей жизни испанский писатель и дипломат Анхель Ганивет.
- Дом № 27 (1902, архитектор Вильгельм Бокслаф) — бывшее здание общины церкви Св. Мартина, ныне музыкальная школа им. Павулса Юрьянса, памятник архитектуры[9].

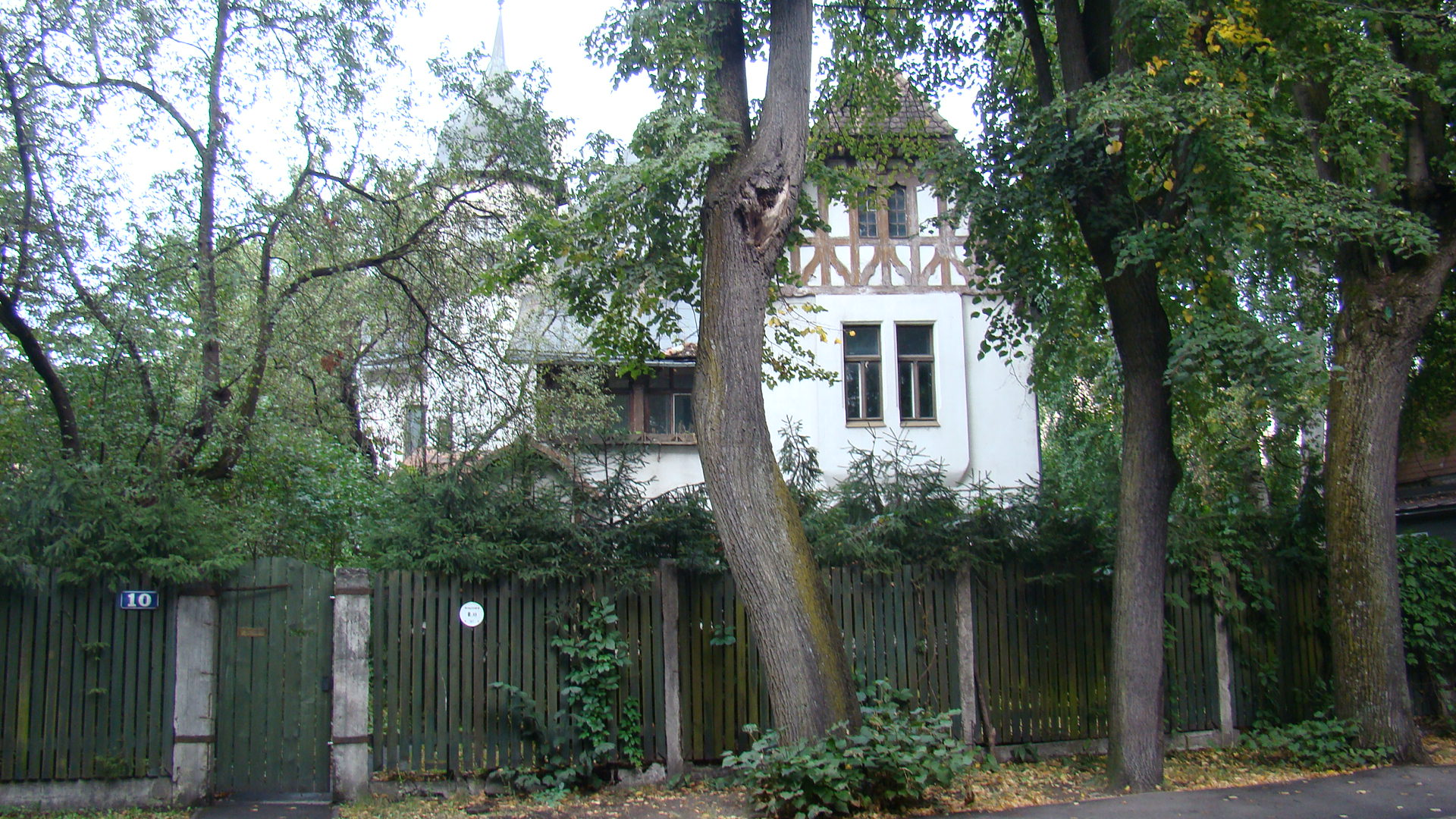
Дом № 10
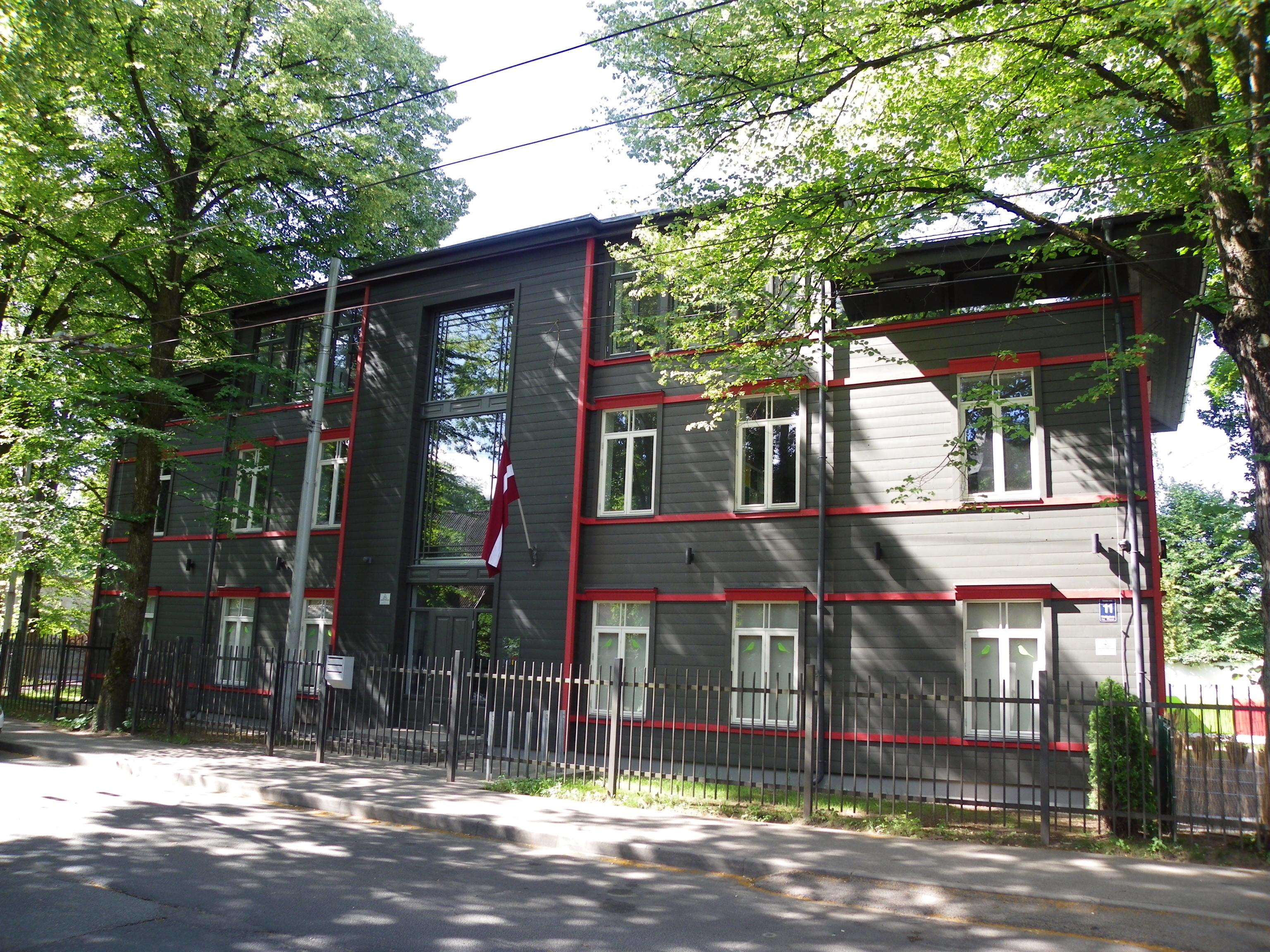
Дом № 11
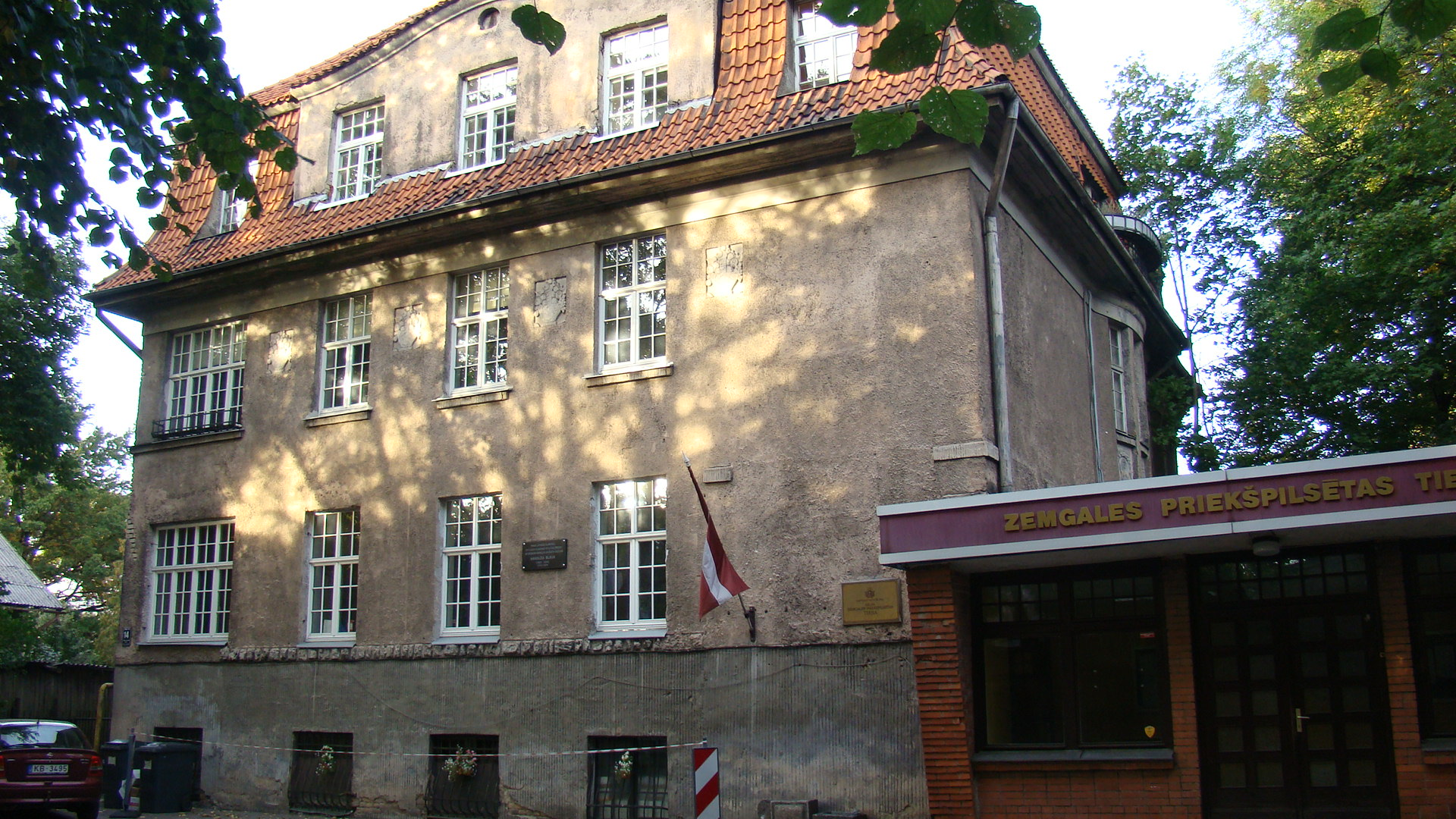
Дом № 14
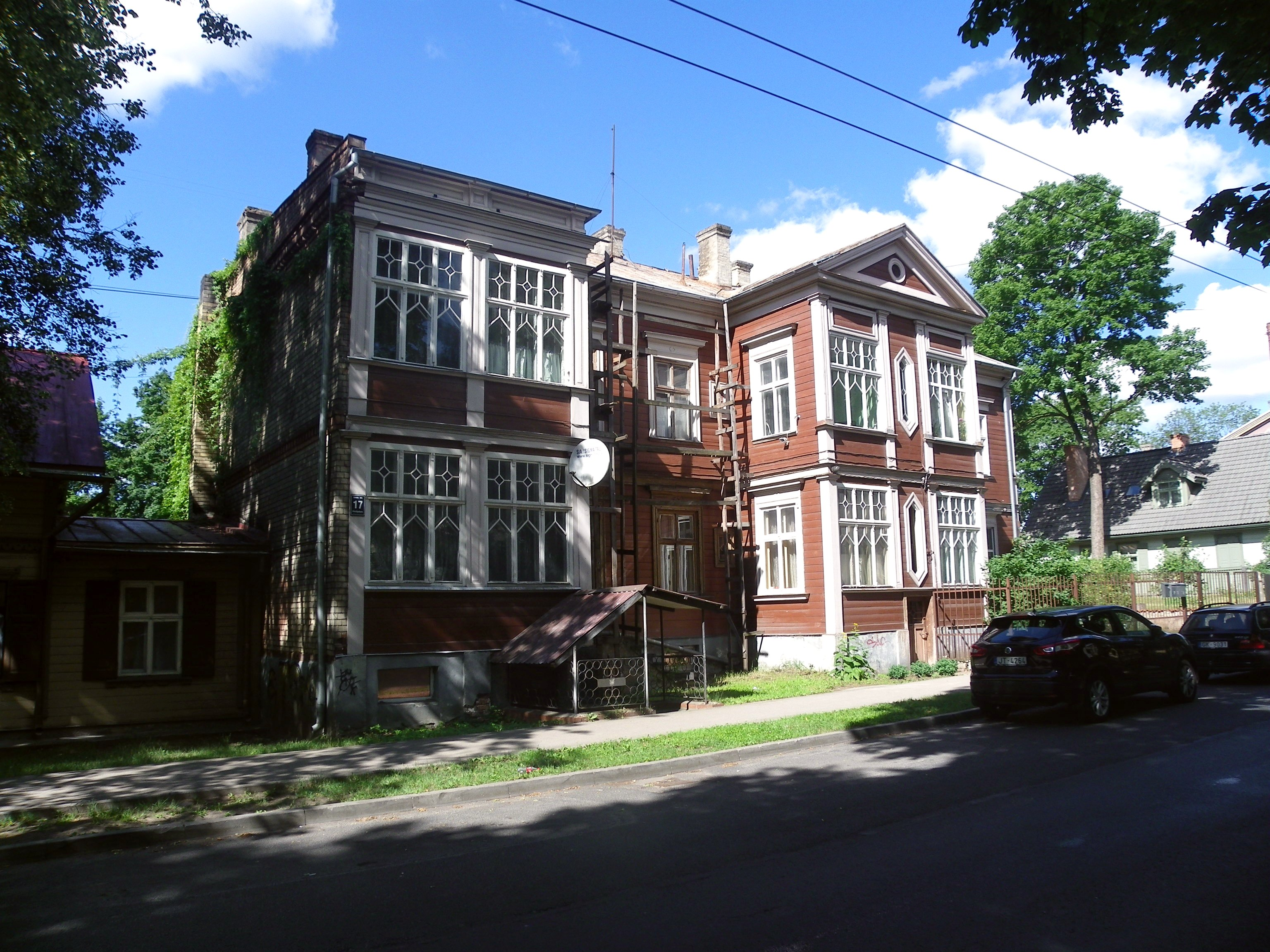
Дом № 17
Дом № 20a
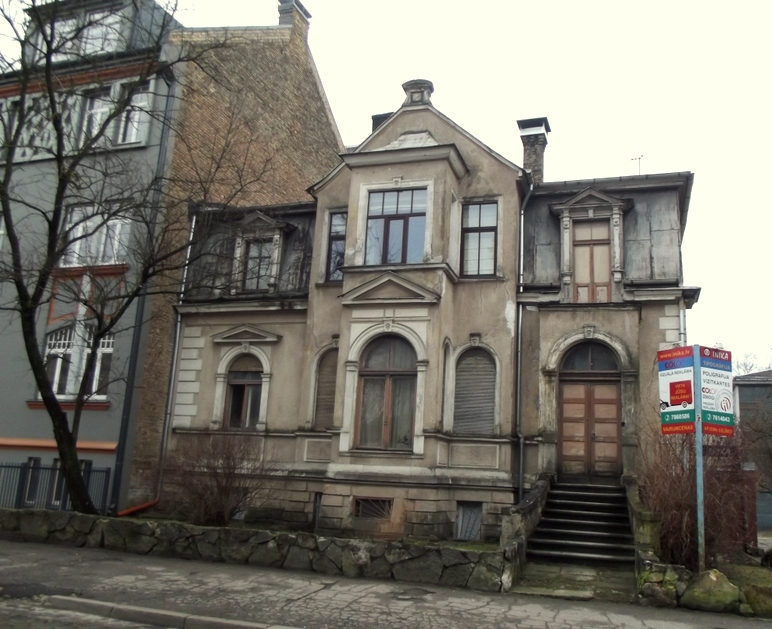
Дом № 26, корпус 1
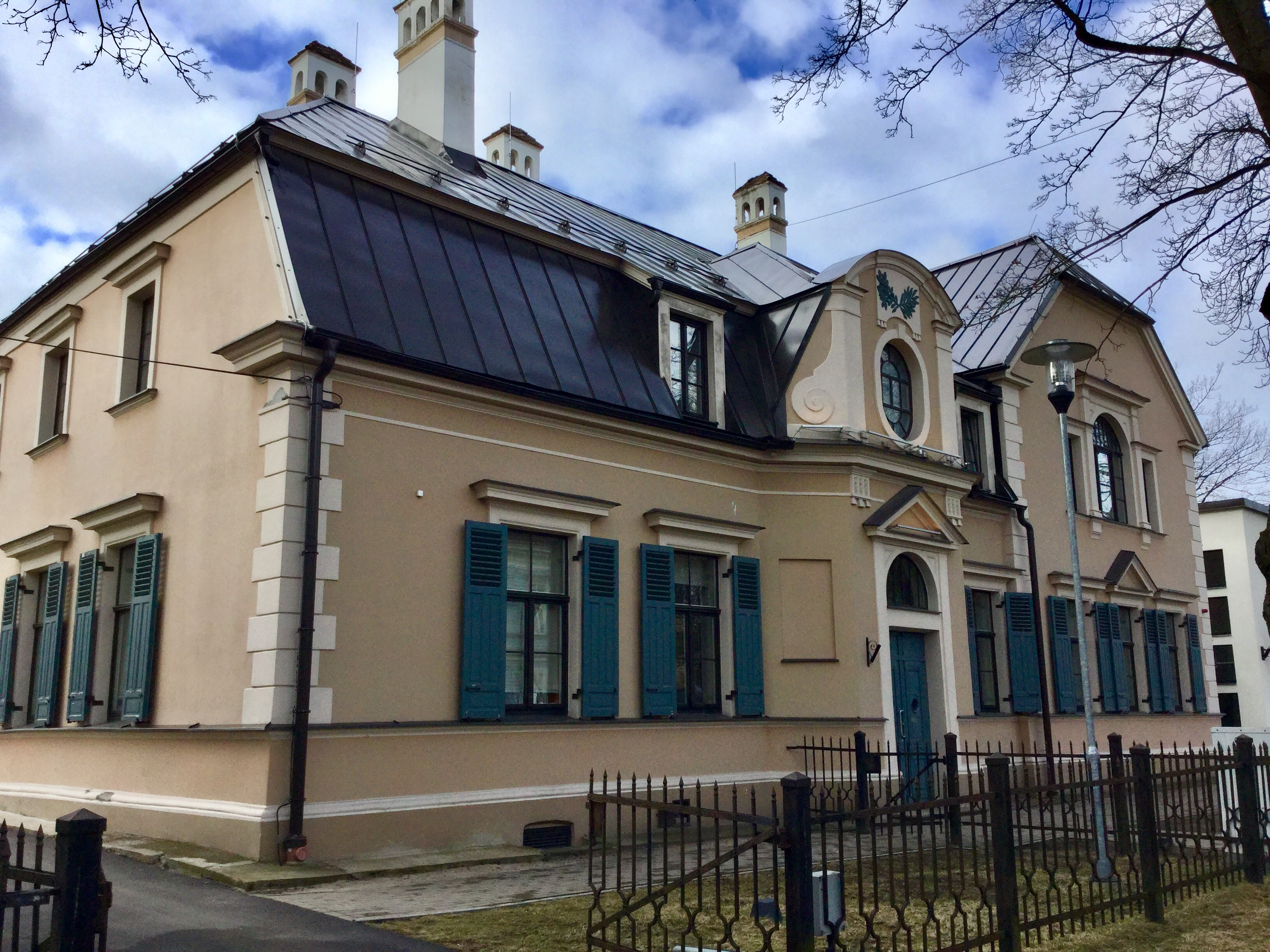
Дом № 27
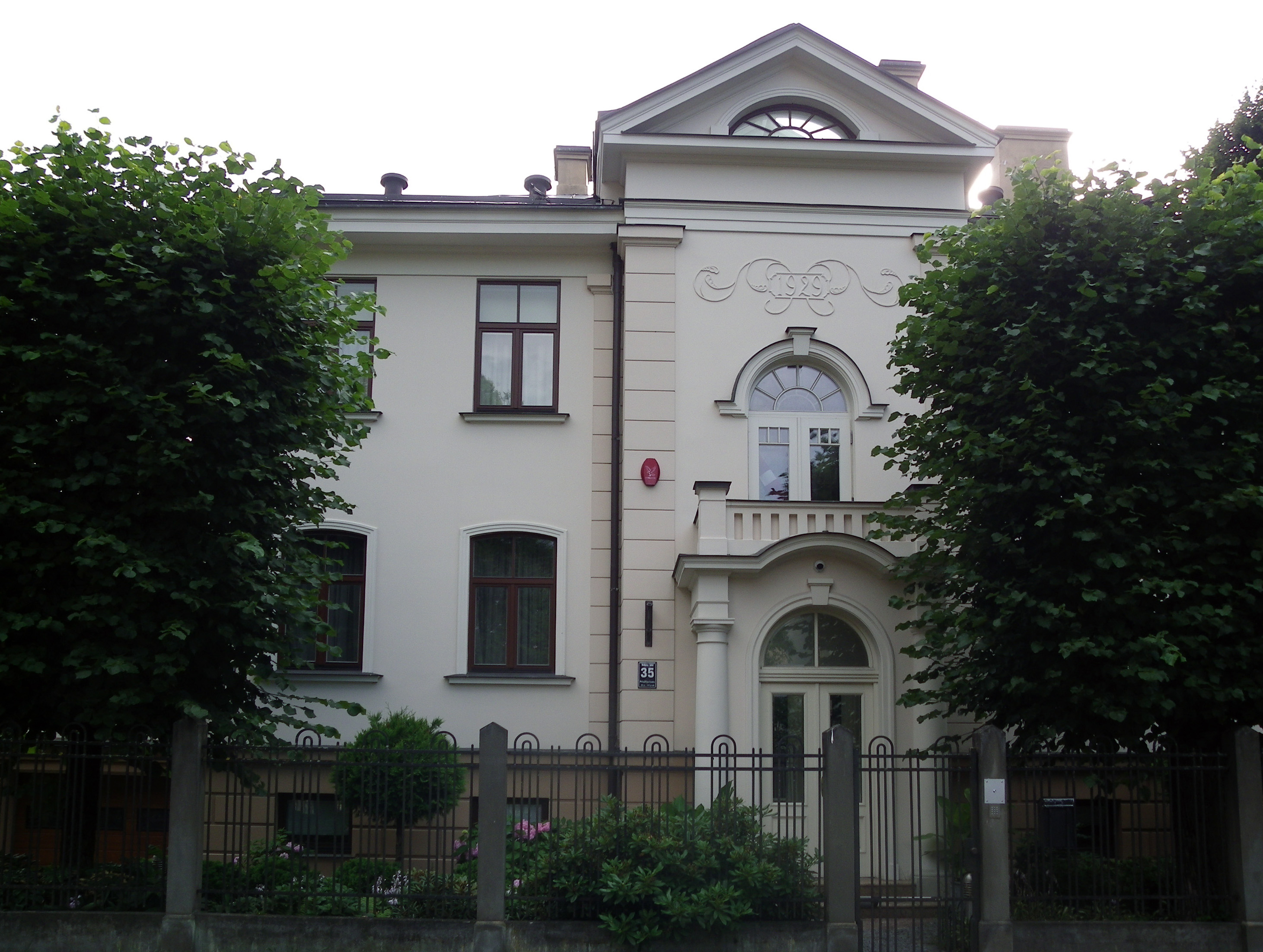
Дом № 35

## Прилегающие улицы
Улица Баложу пересекается со следующими улицами:
- улица Слокас
- улица Васарас
- улица Эрнестинес
- улица Капселю
- улица Калнциема
- улица Кристапа
- улица Мартиня
- улица Агенскална